# Дейвид Хей
Дейвид Дейрън Хей е британски боксьор аматьор и професионалист, сред най-добрите в своето поколение.

## Биография
Роден е на 13 октомври 1980 г. в Лондон, Великобритания. Още от ранни години Хей започва да се занимава с бокс.
Първото му сериозно участие е през 1999 година на младежкото световно първенство по бокс. Той е първият британец, достигнал до финал на световно първенсто и играл с Одланери Солис.
Влиза в професионалния бокс през 2002 година.
От 2014 година Дейвид Хей е вегетарианец.